# Pablo Sandoval

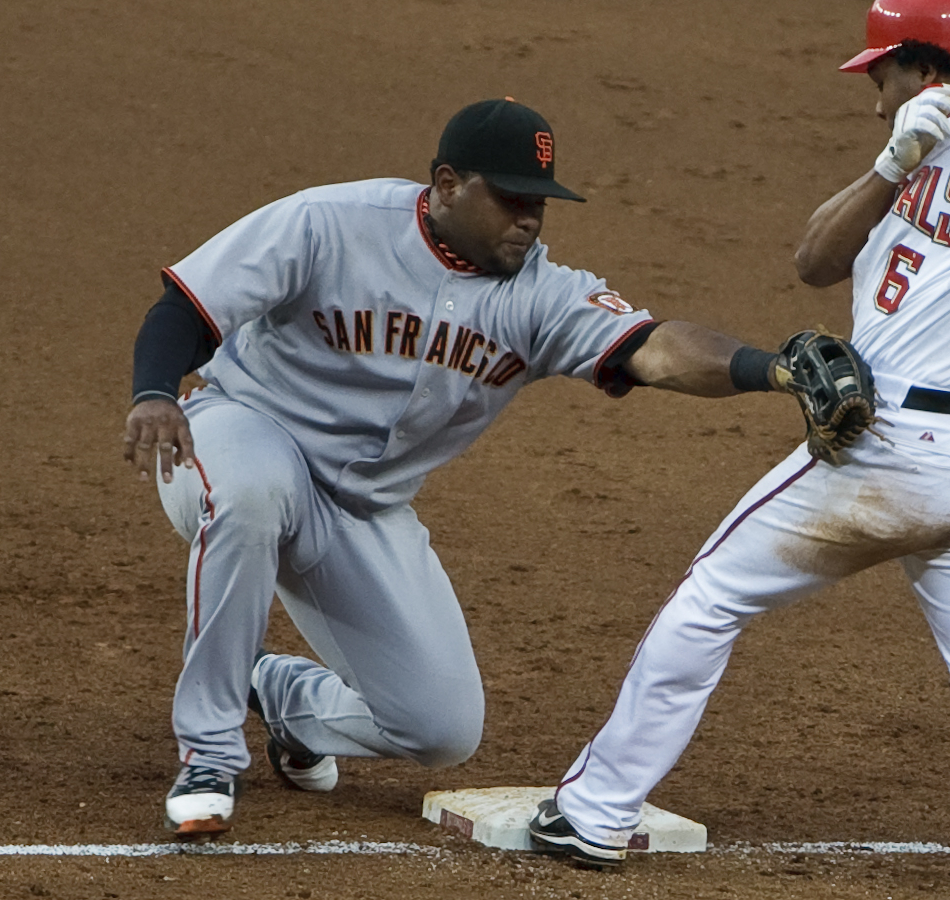

Pablo Sandoval (Puerto Cabello, Carabobo, 11 de agosto de 1986) é um jogador profissional de beisebol venezuelano. Atualmente é o jogador de terceira base do Boston Red Sox.

## Carreira
Pablo Sandoval foi campeão das World Series de 2010, 2012 e 2014 jogando pelo San Francisco Giants. Após a temporada 2014, anunciou sua partida para jogar no Boston Red Sox, após sete temporadas no time da Califórnia.
Eleito o MVP da World Series 2012.
Apelidado pela torcida de "Kung Fu Panda".

## Recordes
Pablo Sandoval rebateu 3 home runs em um jogo de World Series, igualando-se as lendas Babe Ruth,  Reggie Jackson e Albert Pujols, os únicos a realizarem o mesmo feito anteriormente.